# 可視光の窓

地球の大気の不透明度

可視光の窓（かしこうのまど、optical window）または光の窓（ひかりのまど）とは、地球の大気の不透明度が低く電磁波が大気を通過して地表まで到達する大気の窓の一種で、可視光線とその周辺の領域にあるもののことである。波長300ナノメートルの紫外線Bから、人の目で感知できる400〜700ナノメートルを経て2マイクロメートルの近赤外線の範囲までを指す。太陽の放射エネルギーの大半がこの波長の範囲であり（44%が可視スペクトル、49％が赤外スペクトル）、太陽から放出されて地球に到達したエネルギーのほとんどが地表に届く。

## 定義

大気圏の上と地表での波長ごとの太陽放射照度。可視光(Visible)と赤外線(Infrared)が大半を占める。

「可視光の窓」という名称であるが、実際にはその前後の近紫外線や近赤外線の領域にも及ぶ 。
なお、赤外線領域のみを区別して「赤外線の窓」(infrared window)と呼ぶこともあり、その場合、「可視光の窓」は可視光領域のみを指す。

## 観測天文学における歴史的意義
第二次世界大戦ごろまで、天文学者は可視光の窓を通してしか天体の観測をすることができなかった。ガリレオ・ガリレイなどが行った天文学上の初期の発見は、地表に届く可視光を観測する光学望遠鏡によって行われた。1940年代以降、電波望遠鏡が開発されたことにより、電波の窓を使用した観測が行えるようになり、電波天文学という分野が発展した。